# 娜烏西卡
娜烏西卡（日语：ナウシカ）是日本动画導演宮崎駿所創作的漫畫《風之谷的娜烏西卡》及動畫電影《風之谷》當中的主角。娜烏西卡是風之谷的公主，而風之谷則是一個很小的國家，人口不到五百個人而且仍在穩定的減少當中。她是基爾王第十一個孩子，也是唯一一位倖存下來的。娜烏西卡很少與她的寵物狐松鼠迪多分開。在風之谷古老的傳說中，她被稱為「身穿藍衣的人」。
娜烏西卡的日語聲優是島本須美，她在動畫《魯邦三世卡里奧斯特羅之城》中為克拉利絲配音，因此得到宮崎駿的注意。美國社會學研究者達森（Patrick Drazen）稱讚島本須美在《風之谷》中的一段配音：娜烏西卡為了阻止重傷而感到憤怒的王蟲的幼蟲進入酸湖，受傷的右腳因此浸入湖水中遭受腐蝕而慘叫的聲音令王蟲的幼蟲冷靜下來替她療傷的場面。

## 角色構思
娜烏西卡這個角色一開始遭到宮崎駿放棄，當時他希望去改編美國漫畫家理查·寇本（Richard Corben）的作品《Rowlf》，故事描述是一隻狗保護一位公主。《美女與野獸》則給予宮崎駿靈感，於是他希望創造一個角色可以符合「奉獻及捨己為人」這些主題 。宮崎駿在得知理查·寇本創造的「bland」公主後，他構思出一位個性相當敏感年輕的少女，跟無能的父親完全相反。宮崎駿將這個角色命名為，她是一位年輕、可以承受命運的捉弄的公主，她的父親退位時將王國託付給她，她必須壓抑自身的慾望。宮崎駿設計一隻狗「從小時候就一直陪伴在這位公主身旁，並關心這位女主人」，許多素描都同時呈現這隻狗與公主在一起的場景。
當宮崎駿開始構思這個角色時，她將公主的名稱從改為娜烏西卡。宮崎駿讓娜烏西卡穿著短褲及平底鞋，所以她的腿裸露在外，這樣可以有效的呈現出朝氣蓬勃的運動及一個精力充沛的角色。後來宮崎駿被迫放棄這個方案，因為娜烏西卡在這樣殘酷的環境中露出她的腿部是不合理的。大約在這個時候，宮崎駿開始喜歡娜烏西卡這個名稱，所以將公主改稱為娜烏西卡。
娜烏西卡這個名稱來自於希臘史詩《奧德賽》中的娜烏西卡公主。娜烏西卡後來救回奧德修斯並且照顧他的傷勢。在英語當中，這個希臘名稱的發音通常為/nɒˈsɪkeɪə/，但是在這部電影的原聲帶中則發成/ˈnɔːsɨkə/。這個名字部份是來自於日本12世紀文學作品《堤中納言物語》中一個被稱作「愛蟲的公主」的民間英雄。娜烏西卡這個角色也受到Bernard Evslin的影響，她有許多深入探討《奧德賽》娜烏西卡公主的作品  。

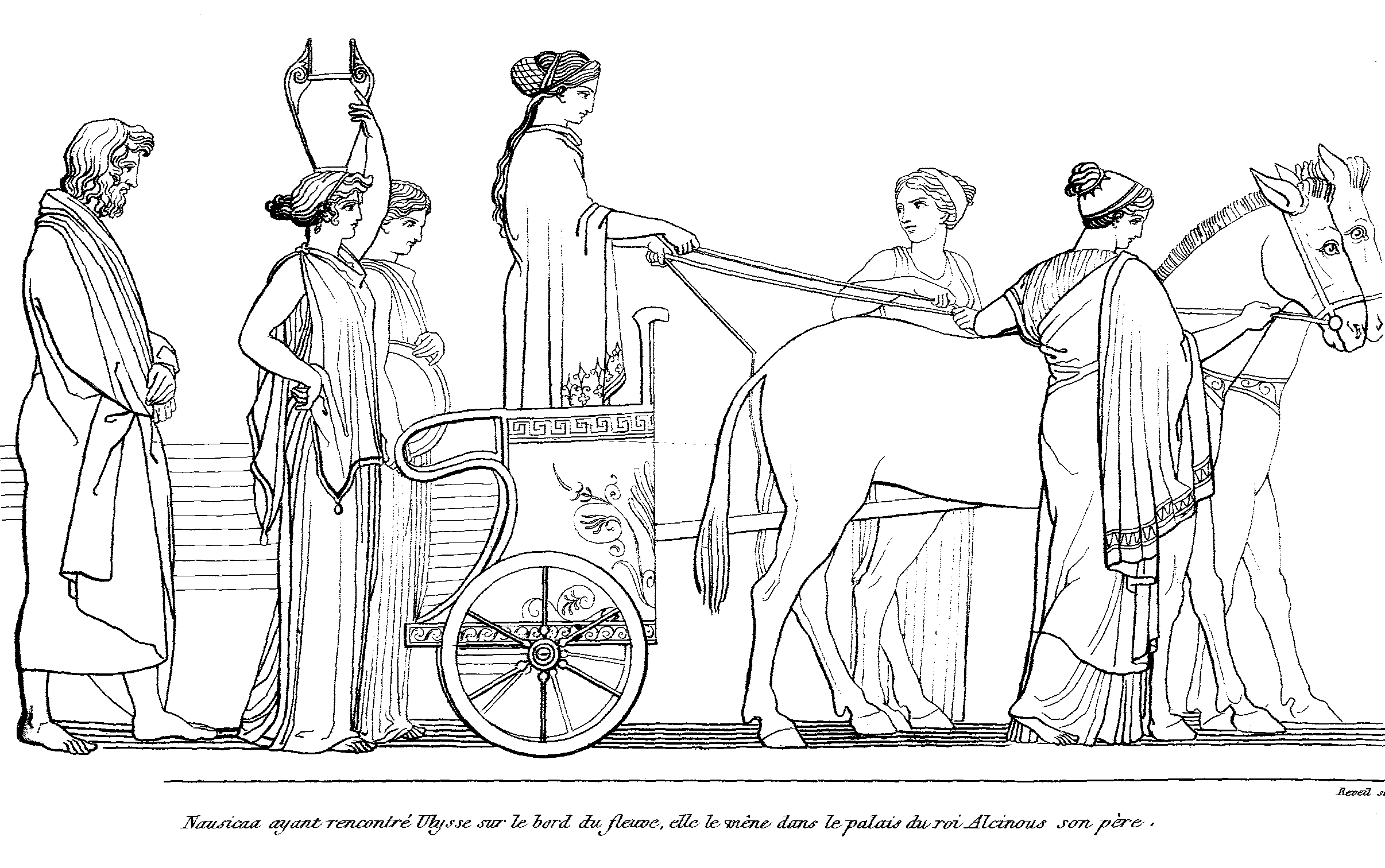
《奧德賽》中的娜烏西卡公主插畫，它也影響到宮崎駿

愛蟲的公主是一位聰慧及美麗的公主，她無視世俗觀點，反而將時間都花費在戶外，並且在原野上奔跑，感動於毛蟲化蝶。宮崎駿說Bernard Evslin讓他想到愛蟲的公主，他也對於這位公主如此喜愛生活在她世界中的昆蟲感到驚奇。宮崎駿於是將這兩個角色融合為一體，賦予風之谷的女主角擁有奧德賽娜烏西卡公主的勇氣和浪漫及愛蟲公主的氣質與愛心，並創造出《風之谷》這部電影。他也說娜烏西卡是「動物王國的統治者」。
宮崎駿認為將娜烏西卡設計成女性是重要的決定，如此一來他可以創造出更複雜的反派角色。他說「如果我們想要創造一個以男性為主角的冒險故事，我們能以印第安那瓊斯為藍本，與納粹或任何人心中所謂的反派角色來對抗」。宮崎駿說娜烏西卡「不是一個可以擊敗敵人的角色，而是一個可以了解與接納敵人的角色。她與其他人的思維相異。這樣的人類之王應該是女性而非男性」。宮崎駿認為他應該賦予娜烏西卡美麗的臉龐，他想要創造出一位女英雄，而不是一個「完全正常」的人，所以她的視野及智慧遠超過其他人，具有卓越的戰鬥能力，擁有領導能力，也是一位傳奇的飛行者。起初娜烏西卡屬於為族長的女兒這種「較高一等人物」的設定曾讓宮崎駿有所顧慮，之後宮崎駿對此一事則釋懷地認為不應單一以階級的角度來看待事情。
娜烏西卡與風之間的緊密關係是受到中古時代歐洲的地理書籍所啟發，當時人們敬畏控制風的能力，認為這是一種「巫術」。這些書籍中描寫的磨坊是為了推動沙丘或磨碎穀物因此建造的，宮崎駿對此也留下印象。宮崎駿從娥蘇拉·勒瑰恩所創造的小說地海傳奇系列獲得靈感，創造出「御風使者」這個名詞來取代地海傳奇中的「風匙上師」。

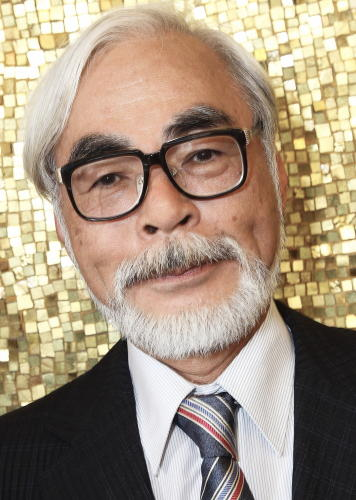
宮崎駿創造了娜烏西卡這個角色

宮崎駿曾考慮過製作娜烏西卡更多裸露的場景，這是他在1980年至1982年間所製作的素描中的特色。然而宮崎駿後來決定製作一個更偏重「精神上」的故事，因為他對繪製娜烏西卡的裸體感到失禮。宮崎駿曾畫出有點「色情」成份的娜烏西卡，就像1993年3月份的《Animage》封面，她穿著破掉的背心微笑著。他提醒說「娜烏西卡不會擺出這樣的姿勢」，但是仍然畫出這樣的模樣。宮崎駿也說「如果我不把她畫的這樣美麗，可能會有一些問題。我認為應該以一致且安定的形式來畫娜烏西卡，但是每次我在描繪她時，她的臉會產生我無法甚至控制的改變」。宮崎駿在超過十四年的漫畫連載中都有這種感覺，他感到越來越瞭解娜烏西卡。而宮崎駿讓娜烏西卡身材上有著豐腴的乳房並非是用於育兒或是討好男性用，而是讓她能夠為自己家園中城裡臨死前的老人一個溫暖的擁抱。
當宮崎駿必須為海報或書籍封面來繪製面帶微笑的娜烏西卡時，他感到這是困難的事，因為「這並不符合我心目中的女英雄」 。宮崎駿不喜歡讓娜烏西卡表現出「太過容光煥發或是傳統的女英雄應有的姿態」，取而代之的是「她有著嚴肅、平靜及鎮定（並非乖戾）的態度 」。他賦予娜烏西卡「陰沉及矜持」的個性來減弱她的女性特質，並相信這些特質「與志得意滿相去甚遠，是最純潔的」。
宮崎駿將娜烏西卡的假名寫作，及這些名稱也曾出現在書籍當中。
《修那之旅》當中的修那被認為是參考娜烏西卡這個角色的特質。丹尼·卡瓦拉羅覺得《未來少年柯南》中的拉娜與《魯邦三世卡里奧斯特羅之城》中的克蕾莉絲也是娜烏西卡的原型。

## 個性
娜烏西卡雖然擁有技術高超的戰鬥技術，但是她其實是一位仁慈且愛好和平的公主。她具備神奇的溝通技巧，可以與王蟲互相交流，對於動物、人類或其他生物都有能感同身受。娜烏西卡是一位聰明的女孩，經常在風之谷周圍的腐海中探險，她也進行科學實驗試圖去尋找腐海生態的本質。娜烏西卡靠著她的御風技術來進行各種探險，並使用一種類似滑翔翼、名為「凧」的噴射飛行器。

## 人物登場
宮崎駿自1982年2月開始在《Animage》上連載《風之谷》漫畫，期間曾經因為動畫製作而中斷連載，最後直到1994年3月才結束。漫畫單行本共7冊，主題內容比起動畫版更加複雜及宏大。發行《Animage》的德間書店在1983年開始製作《風之谷》動畫，因為當時認為《風之谷》漫畫已經相當成功，可以嘗試「賭博式」的製作成電影。動畫版的人物及背景都採用漫畫中的設定，但是故事大綱與漫畫完全相異，雖然許多場景都跟漫畫中一致，只有些微的改變。

### 漫畫
娜烏西卡是一個靠海小王國風之谷的公主，她自幼喪母也是風之谷的族長基爾唯一一個活到成年的孩子。風之谷因長年受海風的庇護而免於受腐海森林的孢子及瘴氣的汙染，而王國人口不到五百個人仍在穩定減少當中。經常駕馭特殊滑翔翼有能與腐海及王蟲溝通的能力，她與和狐松鼠迪多成為好友。
當多魯美奇亞王國與土鬼諸侯國交戰期間，娜烏西卡因風之谷與多魯美奇亞的聯盟條約以及老父基爾因體衰弱成為部族領袖並代父參戰因此被捲入多魯美奇亞與土鬼兩強的紛爭。土鬼拿王虫的幼蟲誘使王虫群攻擊多魯美奇亞侵略者，企圖殲滅由庫夏娜率領的多魯美奇亞特遣隊，娜烏西卡為解救王虫的幼蟲以身為盾來制止王虫的幼蟲爬入硫酸湖期間，一隻腳誤觸硫酸而導致嚴重受傷，其後娜烏西卡以可以控制巨神兵的祕石下落為條件與庫夏娜達成協議，用飛船把王虫的幼蟲送回王蟲族的身邊。冷靜下來的王蟲群以特殊能力治癒娜烏西卡的傷勢，她在晨曦中站立在王虫的觸鬚上就像是在一片金色草原上舞動，印證這個古老的傳說－站在金色草原的藍衣人帶來了希望。她目睹無盡的殺戮和流血，無情戰火對生命的蹂躪和無依百姓的顛沛流離；當人類在和腐海之間的對抗節節敗退之餘卻瘋狂地發動屠殺同類的殘酷戰爭中肩擔起搶救生命、停止戰爭、探索生命之源及腐海秘密的使命。在過程中被視為藍衣救世者的她，最後在巨神兵奧瑪的幫助下進入土鬼聖都修瓦，該地有一座巨大陵墓，儲存純淨的原種以及舊世界的諸多工藝科技，在那裡娜烏西卡揭開了腐海和王蟲的秘密－原來那是人類在火之七日戰爭後所創造的一個嶄新生態系統，為了把污染的環境再次淨化，提供新人類居住。當世界淨化完成後，人造的腐海和王蟲將隨即死去，所有的人類和生物都無法適應純淨的環境而滅亡，顛覆娜烏西卡原先認為腐海是自然界用來淨化地表污染的生態世界的推測。因為不認同陵墓的存在目的，娜烏西卡最後否決陵墓電腦用來迷惑眾人的說詞，命令巨神兵奧瑪將自稱為神的生物的電腦給摧毀，守護世界上一切生物生存的權利。娜烏西卡認為儘管人類生存處境日益艱辛、腐海的局勢是不可改變，但所有生命都是很珍貴的寶物，無論是昆蟲和人類都應該不被任何人來控制，她相信生命自會找尋出路不該如宿命般受世界重建的計畫所操弄著。

### 動畫
娜烏西卡是一位善良慈悲和聰明及勇敢的 16 歲的少女，風之谷的族長基爾的女兒，擅於駕馭特殊滑翔翼，能知道風及御風，還具備和王虫溝通的能力。她一如以往在腐海中探險，在發現王蟲脫下來的殼之後，遇見猶巴大師並且跟狐松鼠迪多成為好友。當天晚上祖奶奶告訴娜烏西卡敘述著一個古老的傳說，一位站在金色草原的藍衣人會帶給世界一絲希望。隔天晚上一艘多魯美奇亞的運輸機在深夜墜毀於風之谷，裡面載著千年前火之七日戰爭中，毀滅一切事物的生化武器「巨神兵」，於是風之谷和娜烏西卡被捲入這場爭奪巨神兵的戰爭的旋渦。當眾人清理昨日墜機事件時，多魯美奇亞軍隊為了拿回巨神兵在多魯美奇亞帝國的公主庫夏娜的指揮下，藉以一架柯貝特戰艦及四架貨機迅速侵入風之谷，而娜烏西卡的父親基爾在混亂中也被多魯美奇亞軍隊給殺害。多魯美奇亞軍隊為了填補國內帶走谷內物資只留下巨神兵，庫夏娜將巨神兵的復活工程交給自己的參謀克羅托瓦並把把風之谷的四位村人作為戰俘送上軍機載到培吉特市。娜烏西卡為了保護好村民們找到良好時機反擊於是自願跟隨庫夏娜。
隔天娜烏西卡、米特以及其他三位村民隨著庫夏娜前往培吉特市時，途中不幸被培吉特市的炮艇發現，砲艇駕駛者阿斯貝魯立刻攻擊多魯美奇亞機隊，在混亂當中四架多魯美奇亞軍機全數墜毀，唯獨柯貝特戰艦及風之谷的貨機沒被襲擊墜落，只有娜烏西卡、米特及庫夏娜逃出生天並帶著風之谷貨機離開空戰現場。最後娜烏西卡為了解救也同樣來到腐海裡頭、遭受大量昆蟲的追擊的阿斯貝魯逃脫而一同沉落腐海，到達腐海的底部發現腐海的秘密。腐海把污染的大地淨化，過程中會產生有毒的瘴氣。被淨化後的地底有著乾淨的空氣和水源，而王虫則是守護腐海的生物。故事的尾聲當培吉特的居民拿王虫的幼蟲來誘使王虫群攻擊風之谷企圖奪回巨神兵之際，娜烏西卡解救王蟲的幼蟲後為了守護風之谷的人民以自身為盾來制止憤怒衝來的王蟲群而壯烈犧牲，隨後冷靜下來的王蟲群對娜烏西卡為了制止牠們的平息怒氣犧牲自己保護人類而打動，利用牠們的特殊療傷能力來救活娜烏西卡。娜烏西卡在晨陽中站立於王蟲群的觸鬚上，而她的身上沾著有王蟲的藍色血液的衣裳以風之谷過去古老的傳說中的形象現身於眾人的面前，印證這個古老的傳說--「一位身穿藍色異國衣裳的人將降臨在金色的草原引導人們，並且給世界帶來希望」。

## 配音

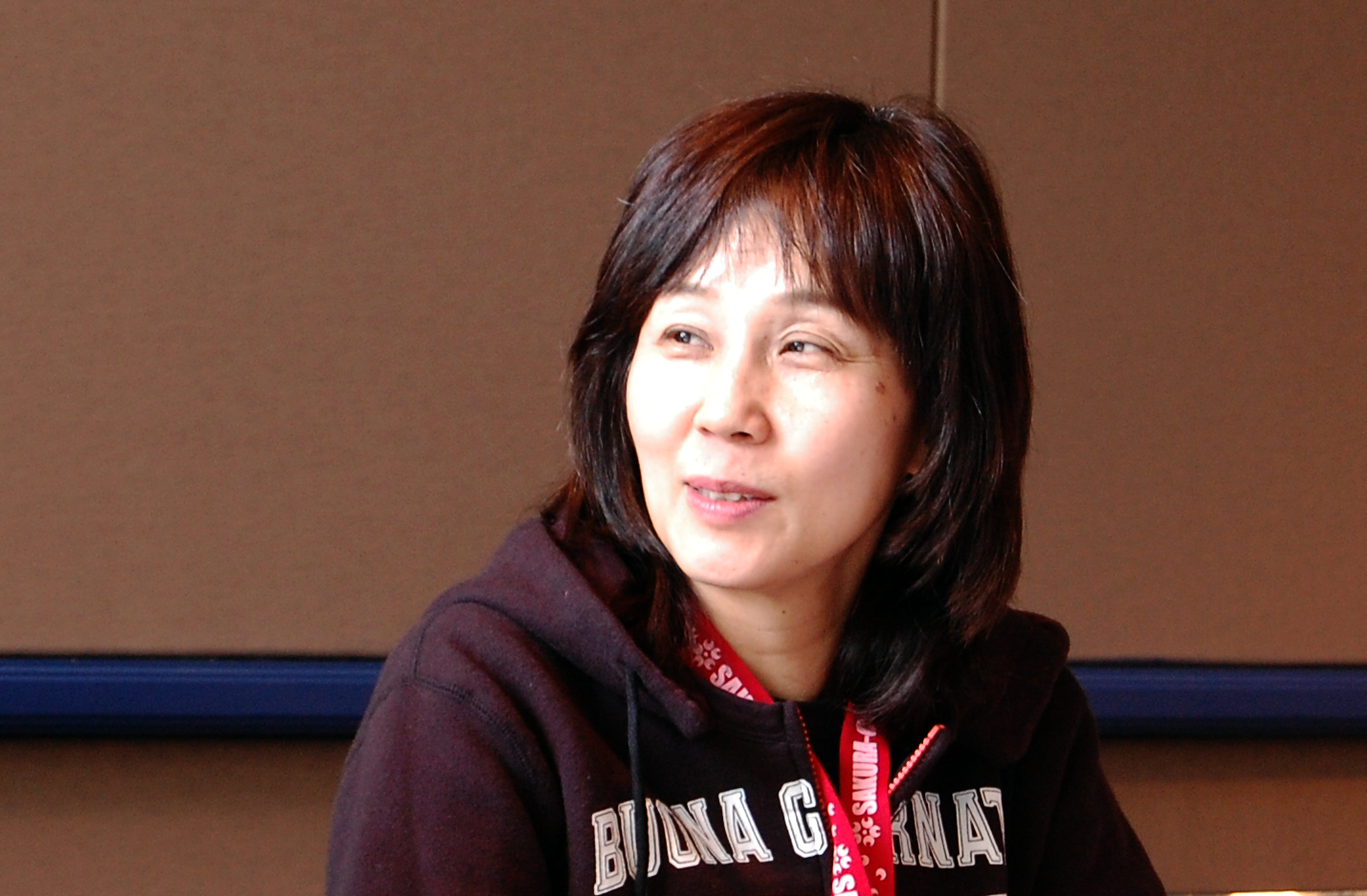
島本須美在《風之谷》日語版中擔任娜烏西卡的配音員

娜烏西卡的配音員在日語版中由島本須美來擔任，她曾經替《魯邦三世卡里奧斯特羅之城》中的克蕾莉絲來配音，宮崎駿因此同意她擔任娜烏西卡的配音員。美國的社會學研究學者派翠克·達森（Patrick Drazen）稱讚島本須美在《風之谷》中的一段配音：當時娜烏西卡為了阻止一隻小王蟲進入酸海而擋在前方，她因此遭到酸海腐蝕而慘叫。派翠克·達森形容這種慘叫會讓「聆聽的人流淚並稱讚這些動畫配音演出」。《風之谷》的英語版則是由艾莉森·拉曼（Alison Lohman）來負責娜烏西卡的配音。

## 評價

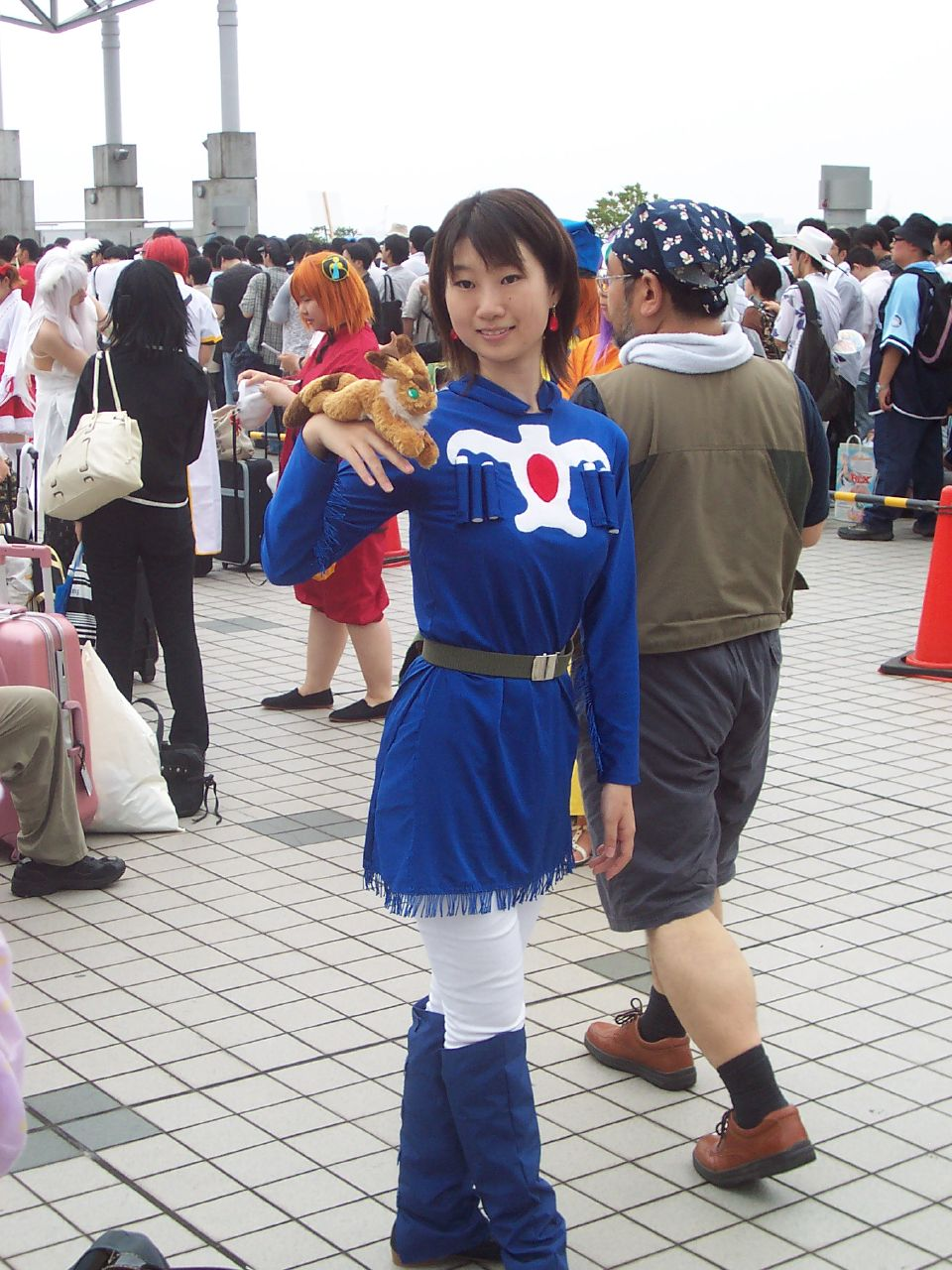
一名女性在2006年東京舉行的Comic Market中裝扮成娜烏西卡

娜烏西卡被形容是一位「強壯的年輕女子，跳脫傳統的少女形象」，寶塚歌劇團的Ogita劇本也是受到宮崎駿及《風之谷》的影響。對Ogita來說，最重要的是宮崎駿的女英雄是純潔且無性戀的，Ogita用來強調純潔與力量的主題。她對於自己的生活負起責任，並且擁有「勇敢及健康的心靈」，被當作是一位真正「擁有權利」的女性的最佳典範之一。Stig Høgset認為娜烏西卡太過完美的人格並不切實際 。塔夫斯大學（Tufts University）的教授蘇珊·納皮爾（Susan J. Napier）認為娜烏西卡是史詩中的女英雄，她的能力、權力及救世主的姿態並不會讓娜烏西卡成為不切實際的人物，相反的，她就像史詩中真實存在的人物一樣。娜烏西卡在故事的開頭同時展現出早熟及童話般的天真無邪，她天真無邪的個性並非幼稚，而是源自於科學上的奇蹟。她在故事初期曾經殺死那些謀殺基爾王的士兵，蘇珊·納皮爾形容這件事「令人真正感到震驚 」，而吉田香織則認為這顯示娜烏西卡擁有的男子氣概比女性特質還多。當她成功復仇後，場景卻讓人感到「矛盾」，同時暗示著男性化行為與道德問題，娜烏西卡也因此害怕自己的力量。娜烏西卡後來對於復仇行為感到後悔，並且居中協調多魯美奇亞軍隊及風之谷的人民，避免戰爭進一步爆發。雖然娜烏西卡是一位戰士，但是她也會展現「鼓勵性質的俏皮動作」，例如馴服狐松鼠的時候，這也跟《魔法公主》當中的小桑完全不同。Inaga Shimegi認為馴服狐松鼠是娜烏西卡首次展現神奇的溝通能力。湯瑪斯·羅斯認為娜烏西卡是宮崎駿典型的女英雄，並注意到《魔法公主》當中的阿席達卡、小桑與黑帽大人都可以見到她的影子。
對於娜烏西卡的形象是否性感化有相當分歧的看法，蘇珊·納皮爾注意到阿斯貝魯與娜烏西卡之間存在「潛在的性暗示」，但是吉田香織則認為娜烏西卡的身體並不是那種可以吸引男性注目的傳統形象 。早期的錄影帶品質也造成娜烏西卡沒有穿任何褲子的傳聞出現。吉田香織提出Hiromi Murase的論點，認為娜烏西卡傳達出一種戀母情結的母親形象。蘇珊·納皮爾與派翠克·達森注意到娜烏西卡及敵人庫夏娜公主之間的對比關係，納皮爾將庫夏娜視為娜烏西卡的「影子」，也注意到庫夏娜並沒有表現出任何「溫柔」與「女性化」的場景，尤其是在對照娜烏西卡的情況下，但是她們都同時顯現出謀略上的天份。達森將這種情況描述成「女性的雙重面向」。宮崎駿將這兩個角色形容成「一枚銅板的兩面」，但是庫夏娜有「深刻的身體創傷」。
娜烏西卡是一位救世主，同時也思考著如何與大自然來互動，她擁有的權利是思想正確性的証明。娜烏西卡對於森林抱持著科學及正面的想法，與其他人物表現出逃避或忽視腐海的態度有相當大的差別。。露西·萊特（Lucy Wright）相信她的世界觀反映著神道的世界觀，就像日本思想家本居宣長所說的「如果仔細的檢視，天上、地上及所有存在其中的事物沒有一樣令人感到古怪或驚奇」。露西·萊特相信娜烏西卡展現出療癒女神的形象，關心純潔及腐敗之間的事物，對其他人所犯下的過錯加以彌補。在漫畫劇情中，一個年老的僧侶對娜烏西卡說「因為人類的愚蠢，死亡世界是無法避免的」，但她反駁道「我們風中的神教導我們生命凌駕一切！而且我熱愛生命！光芒、天空、人類及昆蟲我全都愛，超過任何事物」。後來陵墓修瓦的守衛對娜烏西卡說她反對舊世界的淨化程序，讓古代的生命全部犧牲，全部都是為了一己之私。娜烏西卡反駁說「既使沒有大陵墓與其隨從的幫助，我們也可以理解世界的殘酷及美麗，因為既使是一片葉子、一隻蟲都有我們的神存在其中」。法國小說家拉斐爾·科爾森（Raphaël Colson）與Gaël Régner在看過這段辯證後，認為這裡清楚的展現出神道的世界觀。 
漫畫版《風之谷》中當巨神兵甦醒之後，他將娜烏西卡視為「母親」，並詢問娜烏西卡他是否要大開殺戒。馬克·赫斯頓認為這是一個回溯性的概念，經由漫畫的劇情發展，娜烏西卡獲得力量，並且被告知必須做出困難的抉擇。馬克·赫斯頓另認為1995年的MTV《On Your Mark》象徵著娜烏西卡的形象。
美國作家歐內斯特·卡倫巴赫認為娜烏西卡矯健的一面與他的著作《生態烏托邦》裡的女性角色有著巧合雷同的地方。而日本動畫《亡念之扎姆德》當中娜琪亞美的也被認為具有許多類似娜烏西卡的特質。
美國翻譯家弗雷德里克·斯科特（Frederik L Schodt）相信娜烏西卡在動畫中的個性變成「有點可愛，幾乎可說是多愁善感」，認為她高亢的聲音及低角度的運鏡來突顯裙子的下擺是為了在商業動畫中強調「青春期少女的甜美」。拉斐爾·科爾森與Gaël Régner認為娜烏西卡因為背負著責任，所以必須比實際的年齡更快速成長。他們將娜烏西卡視為一位理想的封建式制度公主，她受到人民的尊敬與喜愛，而敵人則欽佩並敬畏著她另法國漫畫家墨比斯則將他的第一個女兒取名為娜烏西卡。
娜烏西卡曾經獲得第7屆《Animage》大獎，從1987年6月至1991年2月也都是讀者票選冠軍，雖然1991年5月敗給《海底兩萬哩》的娜汀亞，不過隔月就再度成為冠軍直到1992年3月為止，最後一次獲得冠軍是在1993年4月。之後在2000年Animax舉行的投票中，娜烏西卡獲選為最受到喜愛的動畫角色第11名。

## 延伸閱讀
- Dufayet, Nathalie (2006) "Nausicaä de la Vallée du Vent : la grande saga mythopoétique de Hayao Miyazaki （页面存档备份，存于）" in Montandon, Alain (e.d.) Mythe et bande dessinée Clermont-Ferrand, France: Presses de Université Blaise-Pascal pp. 39–53 ISBN 2-84516-332-0 （法文）
- Hairston, Marc (2010) "Miyazaki's Nausicaä of the Valley of the Wind: Manga into Anime and Its Reception" in Johnson-Woods, Toni (e.d.) Manga: An Anthology of Global and Cultural Perspectives （页面存档备份，存于） Continuum International Publishing Group ISBN 978-0-8264-2938-4
- Miyazaki, Hayao [1996] (2007) The Art of Nausicaä of the Valley of the Wind: Watercolor Impressions Viz Media ISBN 1-4215-1499-0
- Napier, Susan J. (2005) Anime: From Akira to Howl's Moving Castle Palgrave Macmillan ISBN 1-4039-7052-1
- Vincent, Marie; Lucas Nicole (2009) "Nausicaa de la vallée du vent, une écologie du monstrueux （页面存档备份，存于）" in Travelling sur le cinéma d'animation à l'école Editions Le Manuscrit pp. 208–213 ISBN 2-304-03046-7 （法文）